# Amazonka wenezuelska
Amazonka wenezuelska (Amazona barbadensis) – gatunek średniej wielkości ptaka z rodziny papugowatych (Psittacidae), zamieszkujący północną Wenezuelę oraz okoliczne wyspy. Nie wyróżnia się podgatunków. Bliski zagrożenia wyginięciem.

## Występowanie
Gatunek ten występuje na niewielkich, izolowanych obszarach na wybrzeżach Wenezueli oraz na pobliskich wyspach: La Blanquilla, Margarita, Bonaire. Została również wprowadzona na Curaçao. Na wyspie Aruba gatunek wyginął około 1950 roku.

### Środowisko
Amazonki wenezuelskie zamieszkują obszary słabo zalesione oraz skaliste w pobliżu wybrzeża do 450 m n.p.m.

## Morfologia
Amazonki wenezuelskie osiągają wymiary około 33 cm oraz ważą 270 g. Brak widocznego dymorfizmu płciowego. W upierzeniu dominuje kolor zielony. Czoło i kantarek są białe. Wierzch głowy, okolice oczu i górne policzki żółte, podobnie jak ramiona oraz uda. Na skrzydłach widoczne czerwone lusterko. Sterówki u nasady również są czerwone. Wokół oczu jest bladoszary pierścień. Tęczówki pomarańczowoczerwone. Dziób jasny. Młode osobniki są podobne do dorosłych. Zazwyczaj są one bledsze i mają mniej żółtego na głowie. Mają ciemniejszy dziób oraz brązowawą tęczówkę.

## Zachowanie
Gatunek ten żyje w parach, lecz również w stadach do 100 osobników. Żywi się między innymi owocami, nasionami i nektarem. Głos ma głośny i ochrypły.
Gniazduje wysoko w dziuplach drzew oraz w szczelinach skalnych. Tam samica składa 2–3 jaja, które są wysiadywane przez ok. 26 dni. Młode po wykluciu ważą 10 g. W gnieździe przebywają prawie 2 miesiące.

## Status
IUCN od 2021 roku uznaje amazonkę wenezuelską za gatunek bliski zagrożenia (NT – Near Threatened). Wcześniej, od 1994 roku, miała ona status gatunku narażonego (VU – Vulnerable). Liczebność populacji na wolności szacuje się na 2500–9999 dorosłych osobników, a jej trend uznawany jest za spadkowy. Głównym zagrożeniem jest odłów tych ptaków do niewoli. Gatunek jest objęty I załącznikiem konwencji waszyngtońskiej (CITES).

## W niewoli
Amazonka wenezuelska należy do mało spotykanych gatunków w hodowlach. Łatwo oswajają się z człowiekiem oraz potrafią nauczyć się powtarzania dźwięków, w tym słów. Na ogół oswojone osobniki nie wydają swoich naturalnych dźwięków.